# 수영 자유형 200m 대한민국 기록 추이
수영 자유형 200m 대한민국 기록 추이는 다음과 같다.

## 남자
| # | 기록        | 차이       | 선수   | 소속          | 날짜           | 대회명                                              | 개최지                | 경기장                          | 주석 및 기타                         | 동영상 |  |
|   | 2분 26초 0  |            | 김봉조 | 오산중        | 1961. 06. 18   | 제7회 서울시 남녀 중고등대학 대항 수상 대회         | 대한민국 서울         |                                 | 종전: 25년 전 정안경 2분 33초 0      |        |  |
|   | 2분 23초 4  | - 2.6초    | 김봉조 | 오산중        | 1961. 08. 26   | 제33회 전국 남녀 학생 수상 경기 대회                | 대한민국 서울         | 서울운동장풀                    | [ 2 ]                                |        |  |
|   | 2분 17초 1  |            | 김봉조 | 오산고        | 1963. 06.      | 서울시 남녀중고 대항 수상 경기 대회                 | 대한민국 서울         |                                 | 종전 2분19초3                        |        |  |
|   | 2분 10초 0  |            | 조오련 | 양정고        | 1970. 07. 05   | 제16회 서울시 남녀 중고대학별 수영 대회             | 대한민국 서울         |                                 | 종전 2.13.0                          |        |  |
|   | 2분 08초 4  | - 3.3초    | 조오련 | 양정고        | 1970. 10. 11 * | 제51회 전국 체육 대회                               | 대한민국 서울         |                                 | [ 5 ]                                |        |  |
|   | 2분 04초 4  | - 4.4초 ** | 조오련 | 양정고        | 1971. 06. 19   | 제17회 서울시 남녀 초중고대학별 수영 대회           | 대한민국 서울         | 서울운동장 풀                   | 종전기록 2.08.8                      |        |  |
|   | 2분 04초 3  | - 0.1초    | 조오련 |               | 1972. 10. 08   | 제53회 전국 체육 대회                               | 대한민국 서울         | 태릉 국제 수영장                | [ 7 ]                                |        |  |
|   | 2분 01초 97 | - 초       | 조오련 |               | 1974. 09. 02   | 제7회 아시안 게임                                   | 이란 테헤란           |                                 | 2위                                  |        |  |
|   | 2분 01초 91 | - 0.06초   | 최선용 | 춘천기공      | 1983. 04. 24   | 제38회 전국 수영 대회                               | 대한민국 서울         | 잠실 수영장                     | 계영 800m 1번 영자.                  |        |  |
|   | 2분 01초 00 | - 0.91초   | 김진명 | 한국체대      | 1984. 03. 26   | 제2회 아시아 수영 선수권 대회 참가 선수 최종 평가전 | 대한민국 서울         | 잠실 수영장                     | 종전 2분 01초 91                     |        |  |
|   | 1분 59초 62 |            | 최선용 |               | 1985. 06. 12   | 제66회 전국 체육 대회                               | 대한민국 춘천         | 춘천                            | 종전: 2분 00초 95                    |        |  |
|   | 1분 59초 50 |            | 최선용 | 한국체대      | 1986. 03. 01   | 대표 선수 기록 평가회                               | 대한민국 서울         | 태릉수영장                      | [ 11 ]                               |        |  |
|   | 1분 59초 15 | - 0.35초   | 최선용 | 한국체대      | 1986. 04. 19   | 제41회 전국 수영 대회                               | 대한민국 대구         | 두류 수영장                     | [ 12 ]                               |        |  |
|   | 1분 58초 45 | - 0.70초   | 권상원 | 충남고        | 1987. 04. 16   | 제42회 전국 수영 대회                               | 대한민국 춘천         | 실내 수영장                     | [ 13 ]                               |        |  |
|   | 1분 57초 96 | - 0.49초   | 권순근 | 달성고        | 1987. 06. 18   | 제7회 아산기 수영 대회                              | 대한민국 온양         | 실내 수영장                     | [ 14 ]                               |        |  |
|   | 1분 57초 85 | - 0.11초   | 권상원 | 충남고        | 1987. 10. 16   | 제68회 전국 체육 대회                               | 대한민국 목포         | 목포 실내 수영장                | 남고 계영 800m 1번 영자              |        |  |
|   | 1분 57초 80 | - 0.05초   | 양욱   | 언북중        | 1988. 05. 12   | 제7회 대통령기 수영 대회                            | 대한민국 목포         | 목포 실내 수영장                | 남중 계영 800m 1번 영자              |        |  |
|   | 1분 57초 78 | - 0.02초   | 권상원 | 공주사대      | 1988. 05. 13   | 제7회 대통령기 수영 대회                            | 대한민국 목포         | 목포 실내 수영장                | 일반부 결선                          |        |  |
|   | 1분 56초 37 | -          | 임철성 | 신성고        | 1989. 10. 6    | 제3회 아시아 에이지 그룹 수영 선수권 대회           | 일본 삿포로           | 히라기시 수영장                 | 종전 1분 56초 88. 0.51초 단축. 2위 , |        |  |
|   | 1분 56초 36 | - 0.01초   | 지상준 | 금천종조      | 1990. 05. 16   | 제10회 아산기 수영 대회                             | 대한민국 부산         | 사직 실내 수영장                | 남고 계영 800m 결선 1번 영자.        |        |  |
|   | 1분 56초 19 | - 0.17초   | 임칠성 | 신성고        | 1990. 06. 20   | 제18회 해군참모총장배 전국 수영 대회                | 대한민국 서울         | 올림픽수영장                    | 남고 계영 800m 결선 1번 영자.        |        |  |
| * | 1분 54초 40 | -          | 지상준 | 충북체고      | 1990.          | 아시안 게임                                         | 중화인민공화국 베이징 |                                 |                                      |        |  |
|   | 1분 53초 79 | - 0.61초   | 지상준 | 충북체고      | 1991. 04. 18   | 제46회 전국 수영 대회                               | 대한민국 대구         | 두류 수영장                     | [ 22 ]                               |        |  |
|   | 1분 53초 04 | - 0.75초   | 지상준 |               | 1992. 10. 11   | 제73회 전국 체육 대회                               | 대한민국 대구         | 두류 수영장                     | 계영 800m 1번 영자                   |        |  |
|   | 1분 52초 81 | - 0.23초   | 지상준 | 한국체대      | 1993. 03. 16   | 제48회 전국 수영 대회                               | 대한민국 대구         | 두류 수영장                     | [ 25 ]                               |        |  |
|   | 1분 52초 78 | - 0.03초   | 김동현 | 한국체대      | 1993. 05. 10   | 제1회 동아시아 경기 대회                            | 중화인민공화국 상하이 |                                 | 2위                                  |        |  |
|   | 1분 52초 65 | - 0.13초   | 우원기 | 경북대        | 1993. 10. 13   | 제74회 전국 체육 대회                               | 대한민국 광주         | 염주 수영장                     | [ 26 ]                               |        |  |
|   | 1분 52초 43 | - 0.22초   | 방승훈 | 제주대        | 1994. 04. 13   | 제66회 동아 수영 대회                               | 대한민국 부산         | 사직 실내 수영장                | 계영 800m 1번 영자.                  |        |  |
|   | 1분 52초 32 | - 0.11초   | 우원기 | 경북대학교    | 1994. 06. 29   | 94 히로시마 아시안 게임 파견 수영 국가 대표 선발전  | 대한민국 서울         | 한국체육대학교 수영장           | [ 28 ]                               |        |  |
|   | 1분 50초 64 | - 1.68초   | 한규철 | 삼진기업      | 2002. 03. 21   | 제2회 아레나 코리아 오픈 수영 선수권 대회           | 대한민국 제주         | 제주 실내 수영장                | 8년만에 경신                         |        |  |
|   | 1분 50초 54 | - 0.10초   | 한규철 | 전남수영연맹  | 2003. 07. 23   | 제10회 세계 수영 선수권 대회                        | 스페인 바르셀로나     | 팔라우 상 조르디                |                                      |        |  |
|   | 1분 50초 41 | - 0.13초   | 박태환 | 경기고        | 2005. 03. 31   | 제77회 동아수영대회                                 | 대한민국 제주시       | 종합운동장 실내수영장           | [ 29 ]                               |        |  |
|   | 1분 50초 05 | - 0.36초   | 박태환 | 경기고        | 2005. 07. 25   | 국가대표 공인 기록 평가회                           | 대한민국 청주         | 실내수영장                      |                                      |        |  |
|   | 1분 49초 70 | - 0.35초   | 박태환 |               | 2005. 07. 25   | 제11회 세계 수영 선수권 대회                        | 캐나다 몬트리올       |                                 | 예선 20위                            |        |  |
|   | 1분 48초 82 | - 0.88초   | 박태환 | 경기고        | 2006. 06. 18   | 국가대표 공인기록평가회                             | 대한민국 울산         | 문수 실내 수영장                |                                      |        |  |
|   | 1분 47초 51 | - 1.31초   | 박태환 |               | 2006. 08. 17   | 제10회 범태평양 수영 선수권 대회                    | 캐나다 빅토리아       | Saanich Commonwealth Place Pool | 2위,                                 |        |  |
|   | 1분 47초 12 | - 0.39초   | 박태환 |               | 2006. 12. 03   | 제15회 아시안 게임                                  | 카타르 도하           | 하마드 수영장                   | 1위,                                 |        |  |
|   | 1분 46초 73 | - 0.39초   | 박태환 |               | 2007. 03. 27   | 제12회 세계 수영 선수권 대회                        | 오스트레일리아 멜버른 | 로드 레이버 아레나              | 3위,                                 |        |  |
|   | 1분 46초 26 | - 0.47초   | 박태환 | 단국대        | 2008. 04. 20   | 제80회 동아수영대회                                 | 대한민국 울산         | 문수 실내 수영장                |                                      |        |  |
|   | 1분 45초 99 | - 0.27초   | 박태환 | 대한민국 대표 | 2008. 08. 11   | 제29회 하계 올림픽 (결승)                           | 중화인민공화국 베이징 | 베이징 국가 수영 센터           | 준결선.                              |        |  |
|   | 1분 44초 85 | - 1.14초   | 박태환 | 대한민국 대표 | 2008. 08. 12   | 제29회 하계 올림픽                                  | 중화인민공화국 베이징 | 베이징 국가 수영 센터           | 결선.                                |        |  |
|   | 1분 44초 80 | - 0.05초   | 박태환 | 대한민국 대표 | 2010. 11. 14   | 제16회 아시안 게임                                  | 중화인민공화국 광저우 | 아오티 수영장                   | 1위 ,                                |        |  |
|   | 1분 44초47  | - 0.33 초  | 황선우 | 대한민국 대표 | 2022. 06. 21   | 제19회 세계 수영 선수권 대회                        | 헝가리 부다페트스     | 두나 아레나                     | 2위                                  |        |  |

## 여자
| # | 기록        | 차이     | 선수   | 소속             | 날짜           | 대회명                                                 | 개최지                | 경기장                    | 주석 및 기타                              | 동영상 |
|   | 3분 05초 6  | - 초     | 이정숙 | 이화여자고등학교 | 1961. 08. 26   | 제33회 전국 남녀 학생 수상 경기 대회                   | 대한민국 서울         | 서울운동장풀              | 종전 3분 6초 3                            |        |
|   | 3분 03초 7  |          | 이정숙 | 이화여고         | 1961. 09. 16   | 제6회 전국 수상 경기 선수권 대회                       | 대한민국 서울         | 서울운동장                | [ 35 ]                                    |        |
|   | 3분 02초 8  |          | 장수일 | 이화여고         | 1963. 06.      | 서울시 남녀중고 대항 수상 경기 대회                    | 대한민국 서울         |                           | 종전 3분02초9                             |        |
|   | 2분 37초 8  |          | 임금자 | 수도사대         | 1966. 07. 16   | 제 회 전국 각급 학교 대항 수상 경기 대회               | 대한민국 부산         | 부산구덕경기장 풀         | 종전 2분 43초 8                           |        |
|   | 2분 33초 6  |          | 임금자 | 수도사대         | 1966. 09. 3(4) | 제11회 전국 남녀 수영 선수권 대회                      | 대한민국 서울         | 서울운동장 풀             | [ 38 ]                                    |        |
|   | 2분 32초 9  | - 0.9초  | 김정희 | 상명여고         | 1970. 08. 09*  | 제25회 전국 남녀 초중고대학별 수영 대회                | 대한민국 서울         | 서울운동장 풀             | [ 39 ]                                    |        |
|   | 2분 31초 9  | - 1.0초  | 변경숙 | 근명여중         | 1975. 04. 30   | 제6회 아시아에이지그룹수영선수권대회 5차기록평가회     | 대한민국 서울         | 태릉국제수영장            | [ 40 ]                                    |        |
|   | 2분 27초 2  | - 1.6초  | 최연숙 | 근명여고         | 1975. 07. 04   | 제7회 해군참모총장배 쟁탈 전국 남녀 초중고교 수영 대회 | 대한민국 서울         |                           | 종전 2분 27초 8(최연숙)계영 800m 1번 영자 |        |
|   | 2분 23초 96 |          | 최연숙 | 근명여상         | 1976. 07. 18   | 제31회 전국남녀초중고대학대항수영대회                  | 대한민국 서울         |                           | 종전기록 : 2분 24초 6                     |        |
|   | 2분 20초 82 |          | 최연숙 | 근명여상         | 1977. 07. 17   | 제32회 전국 남녀 초중고대학별 대항 수영 대회           | 대한민국 서울         | 서울운동장수영장          | 종전 2분 23초 55                          |        |
|   | 2분 18초 00 |          | 이시은 | 상명여중         | 1979. 07. 16   | 제34회 전국 종별 수영 대회                             | 대한민국 서울         | 서울운동장수영장          | 여중부. 종전 2분 19초 70                  |        |
|   | 2분 17초 33 | - 0.67초 | 김영희 | 대성여고         | 1979. 07. 16   | 제34회 전국 종별 수영 대회                             | 대한민국 서울         | 서울운동장수영장          | 여고부. 계영 800m 1번 영자.               |        |
|   | 2분 17초 28 | - 0.05초 | 김영희 | 대성여고         | 1979. 10. 15   | 제60회 전국체육대회                                    | 대한민국 대전         |                           | 계영 800m 1번 영자.                       |        |
|   | 2분 16초 10 | - -      | 김영희 | 대성여고         | 1980. 07. 21   | 제35회 전국남녀초중고대학및일반별대항수영대회          | 대한민국 서울         | 서울운동장수영장          | 계영 800m 1번 영자. 종전 2분 16초 14      |        |
|   | 2분 15초 01 | - 1.09초 | 김영희 | 대성여상         | 1980. 08. 11   | 제52회 동아수영대회 (여자계영 800m)                    | 대한민국 서울         | 서울운동장수영장          | [ 48 ]                                    |        |
|   | 2분 14초 79 | - 0.22초 | 최윤정 | 서울사대부중     | 1982. 4. 13    | 상비군선발평가전                                       | 대한민국 서울         | 잠실 수영장               | [ 49 ]                                    |        |
|   | 2분 12초 72 | - 2.07초 | 최윤정 | 상명여고         | 1982. 07. 04   | 제37회 초중고대 및 일반 대항 전국 수영 대회            | 대한민국 서울         |                           | [ 50 ]                                    |        |
|   | 2분 12초 41 | - 0.31초 | 김진숙 | 강남여중         | 1983. 06. 17   | 제3회 아산기 쟁탈 전국 수영 대회                       | 대한민국 서울         | 잠실 수영장               | [ 51 ]                                    |        |
|   | 2분 11초 03 | - 1.38초 | 김진숙 | 강남여중         | 1983. 08. 08   | 제55회 동아수영대회                                    | 대한민국 서울         | 서울운동장수영장          | [ 52 ]                                    |        |
|   | 2분 10초 37 | - 0.66초 | 오경희 | 춘천봉의여중     | 1985. 09. 14   | 제14회 대통령기 쟁탈 전국 수영 대회                    | 대한민국 대구         | 두류 수영장               | 예선                                      |        |
|   | 2분 08초 57 | - 1.80초 | 김진숙 | 이화여고         | 1986. 03. 01   | 대표 선수 기록 평가회                                  | 대한민국 서울         | 태릉훈련원                | [ 54 ]                                    |        |
|   | 2분 08초 51 | - 0.06초 | 이문희 | 광장중           | 1989. 07. 22   | 제61회 동아 수영 대회                                  | 대한민국 서울         | 동대문운동장수영장        | [ 55 ]                                    |        |
|   | 2분 08초 25 | - 0.26초 | 이문희 | 광장중           | 1989. 08. 30   | 제8회 대통령기 전국 수영 대회                          | 대한민국 온양         | 온양실내수영장            | 계영 800m 1번 영자                        |        |
|   | 2분 07초 91 | - 0.34초 | 김은정 | 대구여고         | 1989. 10. 06   | 제3회 아시아 에이지 그룹 수영 선수권 대회              | 일본 삿포로           |                           | [ 57 ]                                    |        |
|   | 2분 07초 21 | - 0.70초 | 이문희 | 서울체고         | 1990. 04. 04   | 제45회 전국 수영 대회                                  | 대한민국 대구         | 두류 수영장               | 여고부 예선                               |        |
|   | 2분 06초 36 | - 0.85초 | 이문희 | 서울체고         | 1990. 04. 04   | 제45회 전국 수영 대회                                  | 대한민국 대구         | 두류 수영장               | 여고부 결선                               |        |
|   | 2분 05초 70 |          | 이은주 |                  | 1990. 09. 24   | 아시안 게임                                            | 중화인민공화국 베이징 |                           | 5위                                       |        |
|   | 2분 05초 23 | - 0.47초 | 이은주 | 부산사직여고     | 1991. 10. 11   | 제72회 전국체육대회 (여고부 결승)                      | 대한민국 전주         | 전주실내수영장            |                                           |        |
|   | 2분 05초 07 | - 0.16초 | 정원경 | 철산여중         | 1993. 08. 24   | 제13회 아산기 전국 수영 대회                           | 대한민국 춘천         | 춘천 실내 수영장          |                                           |        |
|   | 2분 04초 32 | - 0.75초 | 정원경 | 철산여중         | 1993. 09. 19   | 제12회 대통령기 전국 수영 대회                         | 대한민국 청주         | 청주 실내 수영장          |                                           |        |
|   | 2분 04초 23 | - 0.09초 | 정원경 | 철산여중         | 1993. 09. 20   | 제12회 대통령기 전국 수영 대회                         | 대한민국 청주         | 청주 실내 수영장          | 계영 800m 1번 영자                        |        |
|   | 2분 03초 75 | - 0.48초 | 이지현 | 경기여고         | 1996. 03. 22   | 제51회 회장기 전국 수영 대회                           | 대한민국 부산         | 사직 실내 수영장          | [ 59 ]                                    |        |
|   | 2분 02초 15 | - 1.60초 | 조희연 | 대청중           | 1998. 04. 03   | 제18회 아산기 전국 수영 대회                           | 대한민국              | 전주실내수영장            | [ 60 ]                                    |        |
|   | 2분 01초 48 | - 0.67초 | 조희연 | 대청중           | 1998. 12. 08   | 제13회 아시안 게임                                     | 태국 방콕             | 탐마삿 대학교 수영장      | 예선 탈락                                 |        |
|   | 2분 01초 10 | - 0.38초 | 김현주 | 제일고           | 2002. 09. 30   | 제14회 아시안 게임                                     | 대한민국 부산         | 사직 실내 수영장          | 4위                                       |        |
|   | 2분 00초 79 | - 0.31초 | 이재영 | 대구체고         | 2009. 04. 30   | 제81회 동아 수영 대회                                  | 대한민국 김천         | 김천실내수영장            |                                           |        |
|   | 1분 59초 93 | - 0.86   | 김정혜 | 경남체고         | 2009. 07. 03   | 제1회 아시아 청소년 대회                               | 싱가포르              | 싱가포르 체육 학교 수영장 |                                           |        |

## 같이 보기
- 수영 자유형 200m 세계 기록 추이
- 수영 대한민국 기록